# Планківська сила
Планківська сила — одиниця виміру сили в  планківській системі одиниць. Чисельно дорівнює імпульсу Планка, діленому на час Планка. Позначається {\displaystyle F_{P}}.
{\displaystyle F_{P}={\frac {m_{P}c}{t_{P}}}={\frac {c^{4}}{G}}=1.21027\times 10^{44}\,{\mbox{H.}}}